# میکروب‌شناسی

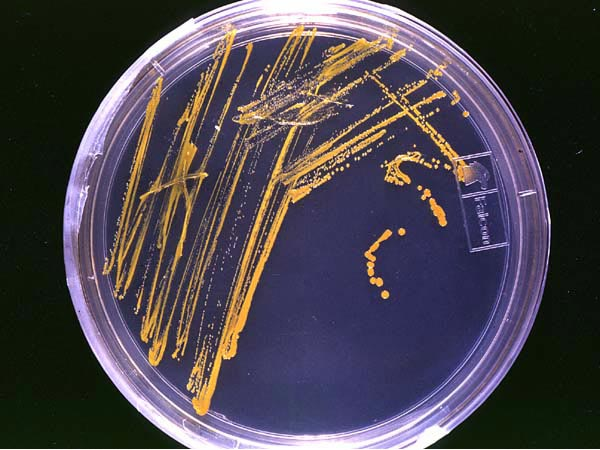
یک ظرف آگار که روی آن، با کمک ریزاندامگان، خطوطی کشیده شده است

میکروب‌شناسی یا میکروبیولوژی (به فرانسوی: Microbiologie) (از یونانی [μῑκρος- [mīkros به‌معنای «کوچک، ریز» و βίος [bios] به‌معنای «زندگی، زیست» و -λογία [logia] به‌معنای «سخن، گفتن» و در علوم به‌معنی مطالعه و شناخت)، مطالعه ریزاندامگانی است که تک‌یاخته، چندیاخته یا بی‌یاخته هستند. میکرب‌شناسی، دربرگیرنده چندین زیرشاخه همچون: ویروس‌شناسی، باکتری‌شناسی، آغازیان‌شناسی، قارچ‌شناسی، ایمنی‌شناسی و انگل‌شناسی است.
ریزاندامگان یوکاریوتی دارای اندامک‌های غشادارند که شامل قارچ‌ها و آغازیان می‌شوند؛ در حالی که همه پروکاریوتها ریزاندامند؛ اما تمایزشان با دیگر موارد مذکور در نداشتن غشا بوده و جاندارانی همچون باکتری‌ها و باستانیان (آرکی‌ها) را دربر می‌گیرند. میکروبیولوژیست‌ها به‌طور سنتی به کشت، رنگ‌آمیزی و ریزبینی (میکروسکوپی) در مطالعاتشان تکیه می‌کنند؛ با این حال، کمتر از ۱٪ از ریزاندامگان موجود در محیط‌های معمولی را می‌توان با ابزارهای کنونی به صورت ایزوله (جدا از محیط) کشت کرد. میکروبیولوژیست‌ها اغلب به ابزارهای زیست‌شناسی ملکولی، همچون شناسایی بر اساس توالی‌یابی DNA تکیه می‌کنند؛ مانند توالی ژنی 16S rRNA که جهت شناسایی باکتریایی به‌کار می‌رود.
ویروس‌ها به‌طور متغیر، به‌عنوان جاندار در نظر گرفته شده‌اند (توافق نظر کلی وجود ندارد) به گونه‌ای که توسط برخی به عنوان جانداران ساده و توسط برخی دیگر به عنوان ملکولهای پیچیده در نظر گرفته شده‌اند. پریونها هرگز به عنوان ریزاندامگان در نظر گرفته نشده، و توسط ویروس‌شناسان مطالعه می‌شوند. در گذشته، اثرات بالینی پریون ناشی از عفونت ویروسی فرض می‌شد؛ اما ویروس‌شناسان پس از پژوهش متوجه شدند که «پروتئین‌های عفونی» دلیل چنین بیماری‌هایی هستند.
وجود ریزاندامگان، سده‌ها پیش از آنکه برای نخستین بار دیده شوند، پیش‌بینی شد؛ برای مثال، جینز در هند و مارکوس ترنتیوس وارو در روم باستان جزو چنین پیش‌بینی‌کنندگانی بودند. نخستین مشاهدات میکروسکوپی ثبت‌شده، اجسام بارورکننده کپک‌ها بودند که توسط رابرت هوک در ۱۶۶۶ ثبت شد؛ اما احتمالاً این کشیش، آتاناسیوس کیرشه بود که به گفته خودش آن‌ها را برای نخستین بار در شیر و مواد فاسدشده در سال ۱۶۵۸ مشاهده کرده بود. آنتونی فان لیوونهوک را «پدر میکروسکوپی» به‌شمار می‌آورند؛ زیرا ریزاندامگان میکروسکپی را در دهه ۱۶۷۰ با استفاده از میکروسکوپی که خودش طراحی کرده بود دیده کرد. میکروبیولوژیِ علمی در سدۀ ۱۹ میلادی از طریق کارهای لویی پاستور در زمینه میکروبیولوژی پزشکی توسعه و تکوین یافت.

## تاریخچه
| «                                                      | کاری که من برای مدت‌های مدید انجام داده‌ام، به منظور لذت ناشی از تحسینی که امروز از من می‌شود نبوده است؛ بلکه مخصوصاً به دلیل هوس پس از کسب دانش بوده است؛ آن‌گونه که دقت کردم، این هوس در من بیش از دیگران استقرار یافته است؛ از این رو، هرگاه چیز قابل توجهی پیدا می‌کنم، فکر می‌کنم که وظیفه‌ام است تا کشفیاتم را روی کاغذ بیاورم؛ چنان‌که تمام مردم باهوش از آن آگاهی یابند. | » |
| —آنتونی فان لیوونهوک، در نامه‌ای به تاریخ ۱۲ ژوئن ۱۷۱۶. | |   |

| «                                     | آنتونی وان لیوونهوک، هنوز یکی از ناشناخته‌ترین شخصیت‌ها در پیدایش زیست‌شناسی تجربی به حساب می‌رود. نگاه رایج این است که لیوونهوک به صورت ناپخته و نامنظم کار کرد، روش‌های تحقیقاتی آزمون‌نیافته‌ای را به‌کار گرفت که از ظرافت و بی‌طرفی برخوردار نبودند. از او شخصیتی تفننی ساخته‌اند. میکروسکوپ‌هایش پیش‌پاافتاده توصیف شده و دربارۀ اینکه آیا بسیاری از مشاهداتش مربوط به خودش بوده یا نه، تردید ایجاد کرده‌اند. تحقیقات اخیر نشان می‌دهد که این نگاه‌ها دچار خطا می‌باشند. کارهای او از روی علاقه فطری، کوشش، پشتکار و تحمل رنج‌ها بوده است؛ گرچه ممکن است که ما شواهدی از فهم قطره‌ای او از ماده آلی را ببینیم (و در حقیقت، اغلب به این نگاه به‌عنوان مدرکی از بی‌کفایتی‌های مشاهداتی او یاد می‌شود)، این مشغله فکری نمی‌تواند از دو اصل بنیادی کارهای او انحراف ایجاد کند: (الف) توانایی واضح در ساخت فرایندهای آزمایشگاهی که برای زمانه‌اش، منطقی و تکرارپذیر بوده و (ب) اراده برای پرواز در صحنه معضلات زمانه (همچون نظریه خلق‌الساعه)، و هم‌زمان با روشنگری مدارک جدید، رها کردن عقایدی که در گذشته، رایج بوده‌اند. لیوونهوک در روش خود برای تحلیل یک مسئله، توانست بسیاری از قواعد زمینه‌ای آزمایش کردن را چیده، و نه تنها علم میکروسکوپی را، بلکه فلسفه زیست‌شناسی تجربی را نیز پایه‌ریزی کند. | » |
| —برایان جی. فورد، لیوونهوک محقق، ۱۹۹۲ | |   |

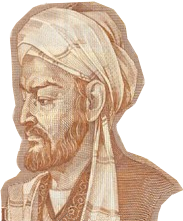
ابن سینا وجود میکروارگانیسم‌ها (ریزاندامگان) را فرضیه‌سازی کرد.

وجود میکروارگانیسم‌ها (ریزاندامگان)، قرن‌ها پیش از کشفشان فرضیه‌سازی شده بودند. گفته شده که وجود حیات میکروبیولوژیکی غیرقابل رؤیت با چشم غیرمسلح، توسط مکتب جینیسم-که حاصل آموخته‌های مهاویرا بوده-در اوایل قرن ششم پیش از میلاد پیش‌بینی شده بود. پاول دونداس می‌نویسد که ماهاویرا، وجود مخلوقات دیده‌نشده میکروبی را در زمین، آب، هوا و آتش، مسلم می‌انگاشته است. جین اسکریپچرز، نیگوداس را توصیف کرده که مخلوقاتی زیر-میکروسکوپی‌اند و عمدتاً در دسته‌جات بزرگی زندگی کرده و زندگی بسیار کوتاهی داشته، و گفته می‌شد که در هر بخش از جهان، شایع بوده حتی در بافت‌های گیاهان و گوشت حیوانات. مارکوس ترنتیوس وارو، از روم باستان، به میکروب‌ها اشاراتی کرد. او هنگامی که قرار بود در مجاورت باتلاقها ساکن شود، در مخالفت با این کار، هشدار می‌داد که «به علت تولیدمثل موجودات کوچکی غیرقابل مشاهده با چشم، با شناوری در هوا، از طریق دهان و بینی وارد بدن شده و ایجاد بیماری‌های جدی می‌کنند.»
در عصر طلایی تمدن اسلامی، دانشمندان ایرانی، وجود میکروارگانیسم‌ها (ریزاندامگان) را مفروض می‌نمودند؛ از جمله، کسانی همچون: ابن سینا در کتابش با عنوان قانون در طب و ابن زهر که هیرههایی به نام جرب را کشف کرد، همچنین زکریای رازی که قدیمی‌ترین توصیف شناخته‌شده از آبله را در کتابش به نام الحاوی ارائه نمود.
در ۱۵۴۶، جیرولامو فراکاستورو پیشنهاد کرد که بیماری همه‌گیری توسط موجودات مستقل بذرمانندِ قابل انتقالی ایجاد می‌شوند که قادرند عفونت را از طریق تماس مستقیم، غیر مستقیم یا ناقلان منتقل نمایند.

## شاخه‌ها

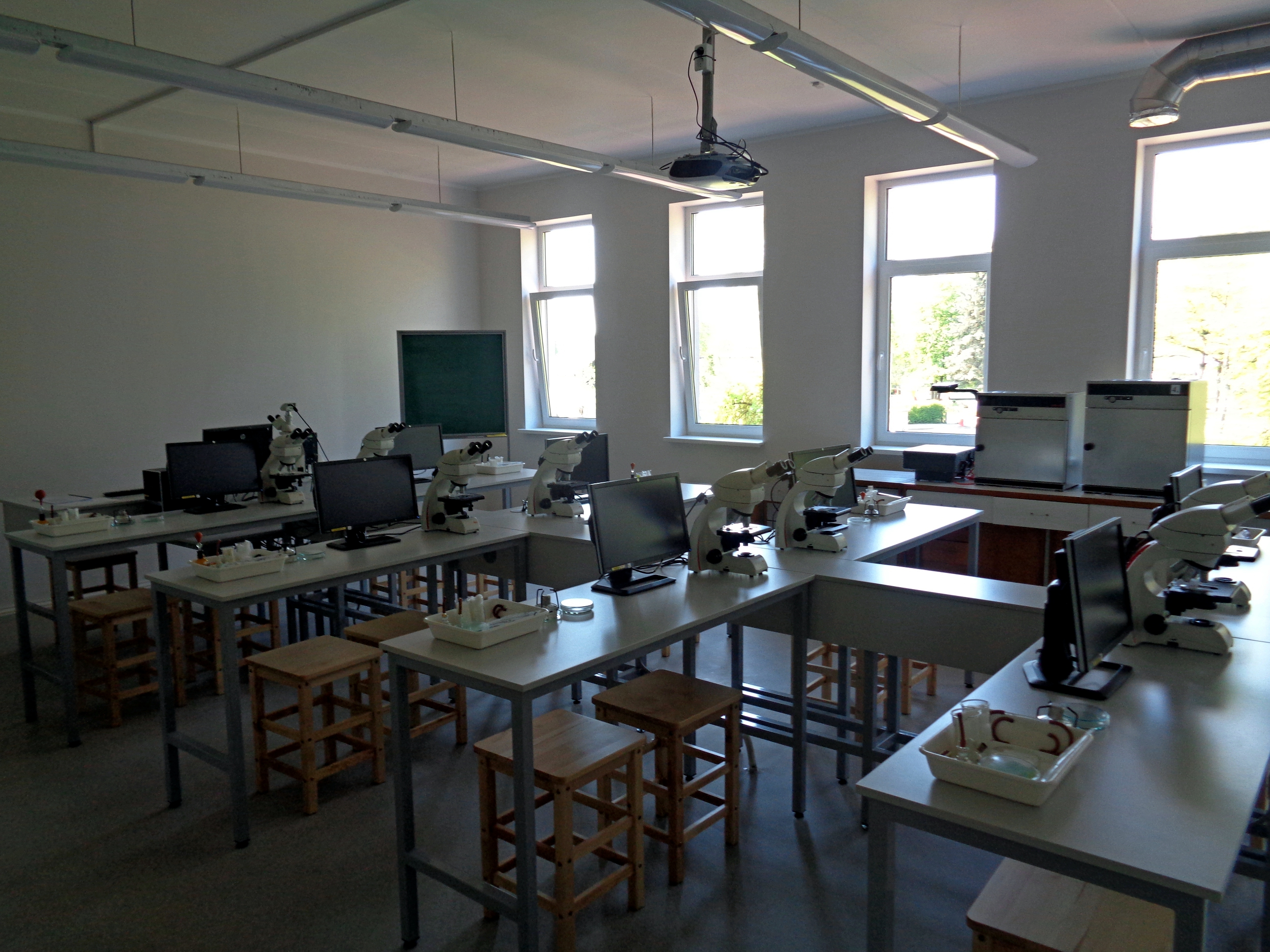
یک آزمایشگاه میکروبیولوژی غذایی در دانشگاه

شاخه‌های میکروبیولوژی را می‌توان به علوم کاربردی تقسیم‌بندی کرد یا براساس تاکسونومی، به این اقسام: باکتریولوژی، میکولوژی، ویرولوژی و فیکولوژی. هم‌پوشانی چشمگیری میان شاخه‌های خاصی از میکروبیولوژی و نیز بین این شاخه‌ها و شاخه‌های دیگر علمی برقرار هستند، به طوری که جنبه‌های خاصی از این شاخه‌ها را می‌توان فراتر از دیدگاه سنتی میکروبیولوژی توسعه داد. شاخه پژوهشی محض در میکروبیولوژی را، میکروبیولوژی سلولی می‌نامند.

## کاربردها
در حالی که برخی افراد از میکروب‌ها به دلیل مشارکتشان در ایجاد بیماری‌های مختلف انسانی، می‌ترسند، بسیاری از میکروب‌ها مسئول فرایندهای متعدد و مفیدی همچون: تخمیر صنعتی (برای مثال در تولید الکل، سرکه و فرآورده لبنی)، تولید آنتی‌بیوتیک و استفاده از آن‌ها به‌عنوان ناقلان مولکولی برای انتقال DNA به موجودات پیچیده‌ای مانند گیاهان و جانوران. همچنین دانشمندان از دانششان در ارتباط با میکروب‌ها، جهت تولید زیست‌فناورانهٔ آنزیمهای مهمی چون تک پلیمراز، ژن‌های گزارشگر برای استفاده در دیگر سامانه‌های ژنتیکی و فنون زیست‌شناسی مولکولی نوین، همچون سامانه مخمر دورَگه، استفاده می‌کنند.
باکتری‌ها را می‌توان برای تولید صنعتی آمینواسیدها مورد استفاده قرار داد. گونه باکتریایی Corynebacterium glutamicum، یکی از مهم‌ترین گونه‌های باکتریایی است که تولید آمینواسیدهای سالانه آن به بیش از دو میلیون تُن می‌رسد که عمدتاً شامل L-گلوتامات و L-لیزین است. از آنجا که برخی از باکتری‌ها قادر به سنتز آنتی‌بیوتیکند، می‌توان از آن‌ها برای مصارف پزشکی بهره برد؛ همچون پیچیده‌قارچ‌ها که از آن‌ها برای تولید آنتی‌بیوتیک‌های آمینوگلیکوزیدی استفاده می‌شود.